# کالوگرایا
کالوگرایا (به لاتین: Kalograia) یک منطقهٔ مسکونی در قبرس شمالی است که در Girne District واقع شده‌است. کالوگرایا ۳۹۳ نفر جمعیت دارد.